# Bojan Aleksandrović
Bojan Alexandrović (alternativ: Boian Alexandrovici sau Boian Alexandru, n. 5 ianuarie 1977 la Negotin, Serbia) este un preot român ortodox din estul Serbiei (Timoc), paroh de Malainița și Remesiana, precum și protopop al Protopiatului Dacia Ripensis (fiind hirotonit de episcopul român Daniil de la Vârșeț) cu sediul la Negotin. S-a născut în 1977 la Negotin, unde și-a petrecut copilăria. Descendent al unei familii de  români timoceni,bunicii din partea tatălui, originari din satul Malainița, situat la câțiva kilometri nord-vest de Negotin. Actualmente, Bojan Alexandrovič locuiește în Malainița, unde slujește în prima biserică ortodoxă în care limba liturgică este româna. Deocamdată doar în Iasicuva (sârb. Jasikovo), în Bigrenița (sârb.: Bigrenica) și Samarinovăț (sârb: Samarinovac) s-au mai ridicat astfel de biserici (sau se află în construcție). La Malainița este plănuită ridicare unei biserici mai mari, biserica actuală urmând să fie transformată în mănăstire.
În 2003, Boian Alexandrovici a ridicat la Mălăinița din fonduri proprii, pe un teren aflat în proprietatea sa, prima biserică ortodoxă română din Serbia de răsărit. Urmează un conflict îndelungat cu autoritățile sârbe, care cereau demolarea lăcașului, invocând ilegalitatea acestei construcții. Un oponent vehement a lui Alexandrovic este și Biserica Ortodoxă Sârbă care se teme să-și piardă  influența în acest colț al Serbiei. Scandalul a ajuns să fie comentat în presa internațională. În aprilie 2005, incidentul a fost discutat și la adunarea Consiliului Europei. La sfârșitul anului 2006, ipodiaconul Boian Alecsandrovic, a fost condamnat la două luni de inchisoare, cu suspendare.
În martie 2008 părintele Bojan Aleksandrović a fost decorat de către ambasadorul extraordinar și plenipotențiar al României la Belgrad, Ion Macovei, Ordinul "Meritul Cultural" în grad de Comandor, înalta distincție conferită de președintele României, Traian Băsescu. Înalta distincție a fost decernată  de către București "în semn de apreciere deosebită pentru atașamentul și angajamentul său constant față de promovarea identității culturale, lingvistice și religioase a românilor din Serbia".
Cu toate acestea, atacurile Bisericii Ortodoxe Sârbe împotriva preotului român au continuat. Acesta fost caterisit pe motiv că a oficiat slujbe în limba română într-o biserică din Serbia. Sentința de excomunicare, pronunțată pe 16 octombrie 2008 de către Iustin, episcopul ortodox sârb al Timocului, a fost comunicată și preotului Bojan Aleksandrovici, care a fost judecat în absență. În actul semnat de episcopul Iustin se arată următoarele: „Boian Aleksandrovici, fost cleric al episcopiei de Timoc, a disprețuit pe episcopul său competent și fără aprobare și acord al bisericii noastre a fost hirotonit în treapta preoției de către un episcop al Bisericii Ortodoxe Române. Ca urmare, pe presbiterul Boian Aleksandrovici îl caterisim din treapta preoției și îl întoarcem în rândul laicilor fără drepturi și funcții“.
Sfântul Sinod al BOR, întrunit la 30 octombrie 2008 la București, considera "invalid actul de caterisire a părintelui Bojan Alexandrovici de la Malainița (Valea Timocului) de către tribunalul bisericesc al Episcopiei Ortodoxe Sârbe de Timoc, deoarece preotul român nu este cleric al Bisericii Ortodoxe Sârbe. De asemenea, Membrii Sfantului Sinod au constatat faptul că Episcopia Ortodoxă Sârba a Timocului nu respecta cele convenite în cadrul Comisiei mixte de dialog a celor doua Biserici Ortodoxe, din aprilie 2006, adică asigurarea serviciilor religioase în limba română pentru comunitățile românești"
Pe 21 ianuarie 2009, părintele Boian Alexandrovici, Protopop de Dacia Ripensis (Valea Timocului/Serbia), a primit o înștiințare ultimativă de la primaria din Negotin în care i se dă un termen de 15 zile pentru dărâmarea fundației celei de-a doua biserici românești în localitatea Malainița, fundație sfințită în martie 2008.